# SuperCollider
SuperColliderは、音響合成用プログラミング環境および言語である。オブジェクト指向型で、リアルタイム音響合成とアルゴリズミック・コンポジションに特化している。SuperColliderは、1996年にJames McCartneyによって開発・発表された。2002年から、SuperCollider3を元に、GPLライセンスで、研究者と芸術家が他の言語と比較して少ない工数でコンピュータの計算資源を音響信号処理に利用できるように開発が続けられている。

## 日本における著名な利用者
- tn8 - 本名は赤松武子である。フリーランスのアーティストとして活動を行っている。SuperCollider開発者のJames McCartneyの友人でもある。SuperCollider黎明期の1990年代から使用し続けており、SuperColliderの公式参考書の1章を執筆したり、IAMASで指導を行ったり、自身のライブで使用するなど活発かつ多様な活動を行っている。SuperCollider Study Groupを運営している。日本におけるSuperColliderの第一人者であると言える。
- umbrella_process - SuperColliderの日本フォーラムのWebサイト管理を担当しており、自身でも作品制作を行っている。tn8の情報システム面での協力者である。
- imoutoid - SuperColliderの表現の自由度に目を付けて、ポピュラー音楽のトラックメイキングに大々的に導入した。Otophiliaという名義で様々なプログラムを日本フォーラムに投稿していた。